# Ronald Leigh-Hunt
Ronald Leigh-Hunt (* 5. Oktober 1920 in London; † 12. September 2005) war ein britischer Schauspieler. 

## Leben
Ronald Leigh-Hunt erhielt seine Schauspielausbildung an der Italia Conti Academy. Lange Jahre spielte er an verschiedenen englischsprachigen Bühnen, u. a. am Londoner West End. 
Daneben trat er seit 1950 als Darsteller in über 100 Filmen und Fernsehproduktionen auf. Er spielte in Horrorfilmen wie Omen (neben Gregory Peck) und Frankenstein (mit Patrick Bergin in der Titelrolle), in Kriegsfilmen wie Die letzte Fahrt der Bismarck nach C.S. Forester, in Dramen wie Oscar Wilde (mit Robert Morley in der Titelrolle), Le Mans (mit Steve McQueen) und Armes reiches Mädchen, eine Fernsehbiographie über die Woolworth-Erbin Barbara Hutton (gespielt von Farrah Fawcett), Thrillern wie L – Der Lautlose (mit Rod Taylor), Komödien wie V.I.P. (mit James Robertson Justice und Leslie Phillips) und Historienfilmen wie Der Gesandte Gottes (über die Geschichte des Islam, mit Anthony Quinn) und Khartoum (mit Laurence Olivier).
Bekannt wurde Leigh-Hunt in seiner Heimat vor allem durch seine Serienrollen. Von 1956 bis 1957 verkörperte er den sagenumwobenen König Arthur in der Abenteuerserie The Adventures of Sir Lancelot und von 1968 bis 1973 spielte er als Colonel Buchan die Hauptrolle in der Familienserie The Freewheelers. Daneben übernahm er Gastrollen in zahlreichen Fernsehserien wie General Hospital, Mit Schirm, Charme und Melone, Doctor Who und Remington Steele.

## Filmografie (Auswahl)
- 1950: Blackout
- 1952: Paul Temple und der Fall Marquis (Paul Temple Returns)
- 1956–1957: The Adventures of Sir Lancelot (TV)
- 1958: Ivanhoe (Fernsehserie, 1 Folge)
- 1960: Die letzte Fahrt der Bismarck (Sink the Bismarck)
- 1960: Die vier Gerechten (The Four Just Men; Fernsehserie, 1 Folge)
- 1961: Die Verfolger (The Pursuers; Fernsehserie, 1 Folge)
- 1961, 1965: Mit Schirm, Charme und Melone (The Avengers; Fernsehserie, 2 Folgen)
- 1961: Geheimauftrag für John Drake (Danger Man; Fernsehserie, 1 Folge)
- 1961: Sir Francis Drake (Fernsehserie, 1 Folge)
- 1961: Der Schwur des Soldaten Pooley
- 1961: V.I.P. (Very Important Person)
- 1962–1968: Simon Templar (The Saint; Fernsehserie, 3 Folgen)
- 1965: L – Der Lautlose (The Liquidator)
- 1966: Khartoum
- 1968–1973: Freewheelers (TV)
- 1969: Department S (Fernsehserie, 1 Folge)
- 1969–1975: Doctor Who (Fernsehserie, 10 Folgen)
- 1971: Le Mans
- 1972: General Hospital (Fernsehserie, 6 Folgen)
- 1973: Van der Valk (Fernsehserie, 1 Folge)
- 1975: Thriller (Fernsehserie, 1 Folge)
- 1976: Mit Schirm, Charme und Melone (The New Avengers; Fernsehserie, 1 Folge)
- 1976: Das Omen (The Omen)
- 1976: Mohammed – Der Gesandte Gottes (The Message)
- 1978: Die Onedin-Linie (The Onedin Line; Fernsehserie, 1 Folge)
- 1978: Die Profis (The Professionals; Fernsehserie, 1 Folge)
- 1978: Die Schlemmer-Orgie (Who is Killing the Great Chefs of Europe?)
- 1979: Ike (TV)
- 1980: Der Aufpasser (Minder; Fernsehserie, 1 Folge)
- 1980–1982: Emmerdale Farm (Fernsehserie, 6 Folgen)
- 1987: Lord Peter Wimsey (A Dorothy L. Sayers Mystery) (TV)
- 1987: Remington Steele (Fernsehserie, 3 Folgen)
- 1987: Armes reiches Mädchen (Poor rich little Girl)
- 1992: Dr. Frankenstein (Frankenstein) (TV)